# Templet i Idfu
Templet i Idfu är ett forntida Egyptiskt tempel beläget på Nilens västsida i staden Idfu som under den grekisk-romerska eran var känd som Apollonopolis Magna, efter den centrala gudomen Horus-Apollo. Templet är ett av de bäst bevarade i Egypten och är tillägnat falkguden Horus. Det uppfördes under den ptolemaiska eran mellan 237 och 57 f.Kr. Inskriptionerna på dess väggar ger viktig information om språket, myter och religion under den grekisk-romerska eran i forntidens Egypten. Speciellt ger tempelbyggnadernas inskriptioner texter med såväl detaljer om dess uppförande som information om de mytiska tolkningarna av detta och alla andra tempel. Här finns också viktiga scener och inskriptioner av det heliga dramat som är kopplat till den uråldriga konflikten mellan Horus och Set. De översätts av det tyska projektet Edfu-Project.

Templet är sedan 28 juli 2003, tillsammans med tre andra tempel, uppsatt på Egyptens tentativa världsarvslista under den gemensamma beteckningen Faraoniska tempel i Övre Egypten från ptolemeiska och romerska perioderna.

## Historia
Idfu var ett av flera tempel som byggdes under den ptolemaiska perioden, däribland Templet i Dendera, Templet i Esna , Templet i Kom Ombo och File. Templets storlek speglar det relativa välståndet då det byggdes. Dagens tempel, påbörjades den 23 augusti år 237 f.Kr. Till en början bestod det av en pelarhall, två tvärgående hallar och en central helgedom omgiven av kapell." Byggandet inleddes under Ptolemaios III:s regeringstid och stod klart år 57 f.Kr under Ptolemaios XII. Templet byggdes på en plats där ett äldre och mindre tempel, också det tillägnat Horus, stod. De tidigare byggnadsverken var dock orienterade i öst-västlig riktning snarare än den nord-sydliga riktning som det nya templet byggdes i. En rasad pylon ligger alldeles öster om det nuvarande templet; inskriptioner har hittats som pekar mot ett byggnadsprogram under Nya riket regenter Ramses I, Seti I och Ramses II.

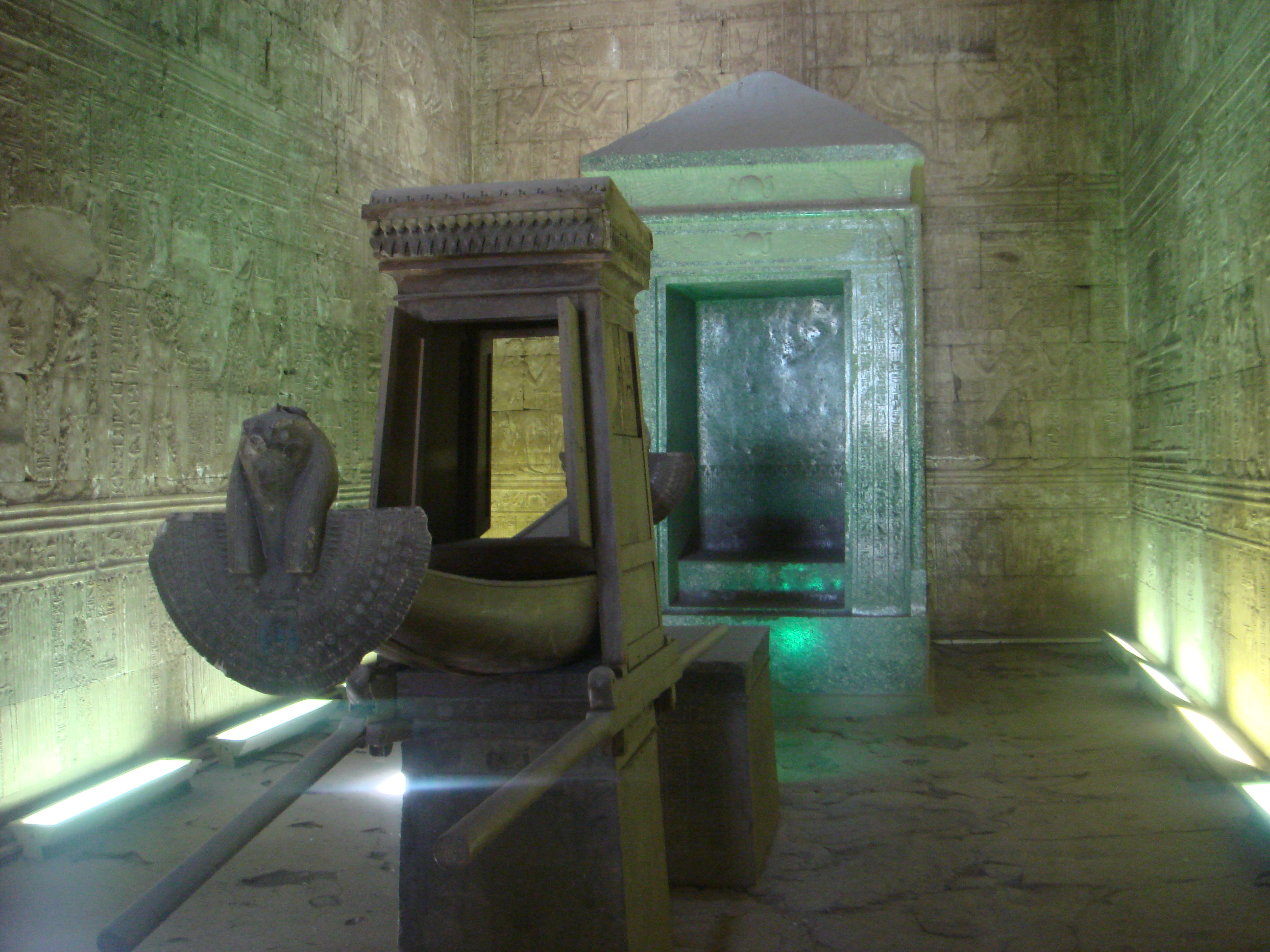
Den centrala helgedomen.

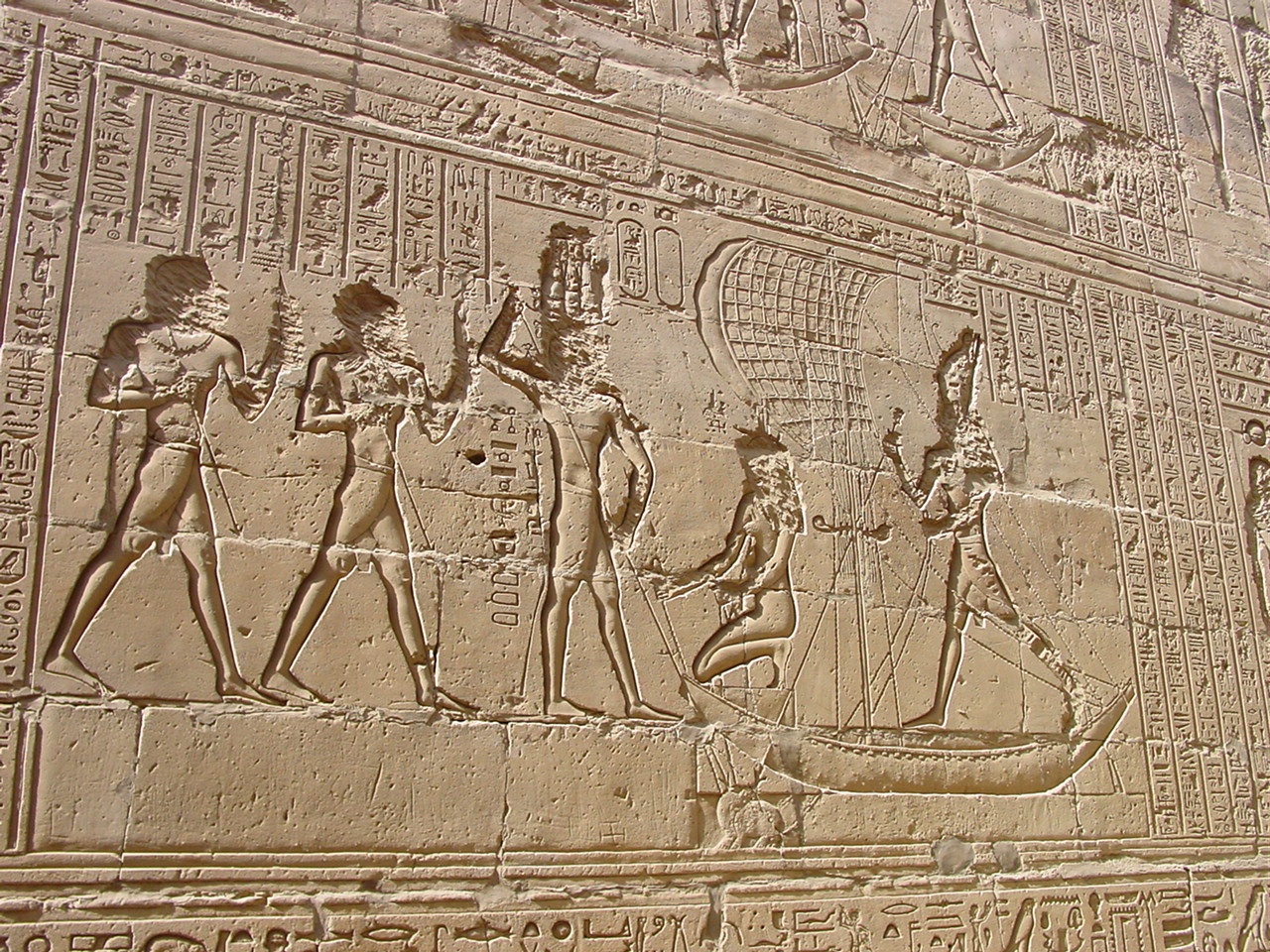
Väggreliefer i templet

Ett naos till Nektanebos II, en lämning från en tidigare byggnad, är bevarad i den inre helgedomen. Den står för sig själv medan templets centrala helgedom är omgiven av nio kapell.
Templet i Idfu slutade användas som ett religiöst monument efter Theodosius I edikt som förbjöd icke-kristen tillbedjan inom Romarriket år 391 e.Kr. Som på många andra håll, förstördes templets utskurna reliefer av de kristna som kom att dominera Egypten. Det svarta taket i hypostylsalen, ännu synligt, tros vara resultatet av en brand avsedd att förstöra religiösa avbildningar som ansågs hedniska.
Under århundradena, kom templet att begravas under 12 meter ökensand och lager av flodslam från Nilen. Lokalinvånare byggde sina hem direkt ovanpå de gamla tempelgrunderna. Endast de övre delarna av tempelpylonerna var synliga 1798 då templet identifierades av en fransk expedition. 1860 inledde Auguste Mariette, en fransk Egyptolog arbetet med att befria templet i Idfu från sanden.
Templet i Idfu är nästan helt intakt och ett mycket bra exempel på ett forntida Egyptiskt tempel. Templets arkeologiska betydelse och goda bevarandetillstånd har gjort det till en betydande sevärdhet för turister och ett vanligt stopp för många flodbåtar som kryssar längs Nilen. 2005 fräschades templet upp med ett besökscentrum och en asfalterad bilparkering. Ett sofistikerat belysningssystem sattes upp i slutet av 2006 för att möjliggöra nattbesök.

## Religiös betydelse
Templet i Idfu är det största templet tillägnat Horus och Hathor av Dendera. Det var centrum för flera festivaler helgade till Horus. Varje år sades "Hathor resa söderut från sitt tempel i Dendera för att besöka Horus i Idfu och denna tilldragelse, som markerade deras heliga giftermål, innebar en stor festival och pilgrimsvandringar."
- Wikimedia Commons har media som rör Templet i Idfu.